# ألفريدو عمر تينا
ألفريدو عمر تينا (بالإسبانية: Alfredo Omar Tena)‏ (28 أبريل 1985 بمدينة مكسيكو في المكسيك - ) هو لاعب كرة قدم مكسيكي في مركز الدفاع. لعب مع كروز آزول ونادي أمريكا ونادي كومو وزاكاتيبيك ونادي كيريتارو.

## وصلات خارجية
- ألفريدو عمر تينا على موقع إي إس بي إن إف سي (الإنجليزية)
- ألفريدو عمر تينا على موقع قاعدة بيانات كرة القدم.إي يو (الإنجليزية)
- ألفريدو عمر تينا على موقع Soccerway.com (الإنجليزية)
- ألفريدو عمر تينا على موقع عالم كرة القدم.نت (الإنجليزية)